# Rampini Alè
Le Rampini Alè est un midibus urbain et interurbain 3 versions : électrique, diesel et un modèle fonctionnant à l'hydrogène, fabriqué par le constructeur italien Rampini S.p.A..

## Histoire
L'histoire de ce véhicule est peu banale. 
Ce midibus a été conçu par le constructeur italien Autodromo qui était géré sous la forme de coopérative ouvrière, comme cela est très courant en Emilie-Romagne, CAM - Carrozzeria Autodromo Modena, créée au lendemain de la Seconde Guerre mondiale à Modène. Ce constructeur s'est depuis toujours fait remarquer pour ses productions avant-gardistes.  Dès le milieu des années 1980, Autodromo présentait le premier autobus à plancher ultra-bas et plat alors qu'il faudra attendre 1994 pour voir se généraliser cette pratique fort appréciable pour les usagers.
La première génération de ce véhicule est née en 1999, en une seule longueur de 7,50 mètres mais avec deux types de motorisation : diesel et hybride, comprenant la climatisation et une rampe d'accès pour handicapés (PMR).
Une version fonctionnant au GNV devait être présentée en 2003 mais le constructeur CAM-Autodromo, en grandes difficultés financières, essentiellement dues à l'arrêt des commandes d'autobus urbains en Italie durant ces années là, et par manque de financements publics, a déposé son bilan et arrêté ses fabrications.
C'est alors que, consciente du potentiel de ce véhicule, la société Rampini S.p.A. rachète les droits et licences de fabrication pour reprendre à son compte le développement et la production de ce véhicule novateur.
En 2004, le Rampini Alè 2 est officiellement présenté au Salon en une seule longueur de 8,0 mètres, équipé d'un moteur Deutz. Une version GNV est apparue en 2002 avec un moteur MAN. Ils ont été produits en Italie dans l'usine de Bologne en Italie jusqu'en 2014.
Lors de la 18e Conférence Mondiale sur l'Énergie Hydrogène qui s'est tenue à Essen en Allemagne en mai 2010, Rampini présente la version Alè Fuel Cell Hydrogen certifiée par le TUV. Cette même année, la compagnie française de transport Veolia signe l'achat de midibus Alè pour une utilisation sur le réseau de transport urbain de Nice.
Le constructeur italien a présenté en décembre 2015 une nouvelle génération Alè équipée de moteurs FPT-Iveco respectant la norme Euro 6 sans adjuvants complémentaires.

## Caractéristiques techniques
|                           | Alè EEV           | Alè EL                               | Alè HY                               |
| ------------------------- | ----------------- | ------------------------------------ | ------------------------------------ |
| Longueur                  | 7 720 mm          | 7 720 mm                             | 7 720 mm                             |
| Largeur                   | 2 200 mm          | 2 200 mm                             | 2 200 mm                             |
| Hauteur                   | 2 345 mm          | 3 050 mm                             | 3 180 mm                             |
| Empattement               | 3 675 mm          | 3 675 mm                             | 3 675 mm                             |
| Porte à faux avant        | 1 700 mm          | 1 700 mm                             | 1 700 mm                             |
| Porte à faux arrière      | 2 345 mm          | 2 345 mm                             | 2 345 mm                             |
| Rayon de braquage         | 6,30 m            | 6,30 m                               | 6,30 m                               |
| Nombre de portes          | 3 (en option : 2) | 3 (en option : 2)                    | 3 (en option : 2)                    |
| Énergie                   | Diesel            | Batteries                            | Hybride Fuel Cell                    |
| Moteur                    | MAN D0834 LOH60   | Siemens triphasé synchrone 85/150 kW | Siemens triphasé synchrone 85/150 kW |
| Inverter                  | n.v.t.            | Siemens DC-DC/IGBT Mono inverter     | Siemens DC-DC/IGBT Mono inverter     |
| Places assises1           | 8                 | 9                                    | 9                                    |
| Places debout1            | 37                | 33                                   | 33                                   |
| Places fauteuils roulants | 1                 | 1                                    | 1                                    |
| Capacité Totale 2         | 47                | 44                                   | 44                                   |

1 = Selon la disposition et le nombre de portes; 2 = Chauffeur inclus

## 1regénérationAutodromo
Cette génération est apparue en Italie en 1999 sous le nom Autodromo Alè et sa fabrication a été interrompue en 2003.

## 2egénérationRampini Alè 2
La seconde génération des midibus Alè est produite et commercialisée sous la marque Rampini qui a racheté les droits et licences Autodromo. Le véhicule est proposé en une seule longueur mais avec 3 motorisations : diesel, électrique et hybride - fuel cell. 

### Diffusion
Le midibus Rampini Alè Electrique circule sur les réseaux de très nombreuses villes italiennes mais a également été reconnu à l'étranger comme notamment à Nice depuis 2012. 12 Alè sont aussi en service depuis juin 2013 à Vienne en (Autriche) où une version spéciale avec pantographe a été développée à la demande du transporteur Wiener Linien pour une utilisation sur un tronçon de ligne de tram,. La ville de Budapest a également fait l'acquisition de plusieurs exemplaires.

## 3egénérationRampini 3
En 2016, la 3e génération du midibus Alè a été lancée. Pour uniformiser les fabrications et le service après-vente, les anciennes motorisations MAN et Siemens sont remplacés par les moteurs FPT-Iveco et Ansaldo des autobus BredaMenarinibus Vivacity. |
La gamme "Alè" est remplacée par la série "E" qui comprend 3 modèles électriques et Fuel Cell E60, E80 & E120.